# Elis Miele Coelho
Elís Miele Coelho (Ipatinga, 30 de dezembro de 1998), é uma modelo brasileira e vencedora de concursos de beleza, sendo coroada Miss Brasil Mundo 2019. Ela representou o Brasil no Miss Mundo 2019 e ficou entre as cinco finalistas. Ela também foi coroada Miss World Americas 2019.

## Vida pessoal
Elís nasceu em Ipatinga, Minas Gerais, Brasil. Estudou no colégio Técnico São Francisco Xavier, em Ipatinga. Ela é a fundadora do 'Projeto Doe Fios', que trabalha com mulheres com câncer e fornece cabelos.

## Concursos de beleza
Elís iniciou sua carreira aos 13 anos, e foi Garota Outdoor Ipatinga em 2012. Em 2013, completou seu curso de modelagem profissional e também participou da Miss Ipatinga Teen 2013 e foi Top 10. Em 2018, foi aclamada Miss Ipatinga Oficial, e a coroação ocorreu na Câmara Municipal de Ipatinga. Representou Minas Gerais no Miss Brasil Be Emotion 2018 e o Espirito Santo no Miss Brasil Mundo 2019, onde se consagrou vencedora, recebendo o direito de representar o Brasil no Miss Mundo 2019.

### Miss Minas Gerais Be Emotion 2018
Em 15 de abril de 2018, Elís foi coroada vencedora do Miss Miss Gerais 2018. Elis Miele disputou com mais de 50 candidatas o posto de mulher mais bonita do estado. A cerimônia foi realizada na Academia Plataforma, no Minas Shopping, em Belo Horizonte.

### Miss Brasil Be Emotion 2018
Em 26 de maio de 2018, Elís representou Minas Gerais do Miss Brasil Be Emotion 2018 em uma cerimônia realizada no Riocentro, no Rio de Janeiro. Ficou entre as 15 semifinalistas.

### Miss Brasil Mundo 2019
Em 3 de setembro de 2019, representando o estado do Espirito Santo, Elís foi coroada vencedora do Miss Brasil Mundo 2019 em uma cerimônia realizada no Dall 'Onder Grand Hotel, em Bento Gonçalves, Rio Grande do Sul.

### Miss Mundo 2019
Durante o concurso, Elís se destacou no confinamento e nas provas preliminares realizadas durante o concurso, avançando à segunda fase do Head-to-Head e conquistando o top 10 do desafio Top Model. Em 14 de dezembro de 2019, Elís alcançou o top 5 no Miss World 2019 que ocorreu em Londres, perdendo para a jamaicana Toni-Ann Singh e ganhou o título de Miss World Americas.

## Prêmios e conquistas
| Precedido por    | Atual                     | Sucedido por      |
| ---------------- | ------------------------- | ----------------- |
| Solaris Barba    | Miss World Americas       | Shree Saini       |
| Jéssica Carvalho | Miss Brasil Mundo         | Caroline Teixeira |
| Marina Ramada    | Miss Espírito Santo Mundo | Gabriela Botelho  |